# 성서와함께
성서와함께는 로마 가톨릭교회 계열 출판사이다.